# Офенбах на Мајни
Офенбах на Мајни (њем. Offenbach am Main) град је у њемачкој савезној држави Хесен. Посједује регионалну шифру (AGS) 6413000.

## Географски и демографски подаци
Град се налази на надморској висини од 97–179 метара. Површина општине износи 44,9 km². У самом граду је, према процјени из 2010. године, живјело 118.977 становника. Просјечна густина становништва износи 2.650 становника/km².

## Међународна сарадња
| Мјесто            | Држава               | Врста сарадње | Од    |
| ----------------- | -------------------- | ------------- | ----- |
| Кесег             | Мађарска             | партнерство   | 1995. |
| Тауер Хамлетс     | Уједињено Краљевство | партнерство   | 1956. |
| Всетин            | Чешка                | пријатељство  | 2004. |
|                   | Француска            | партнерство   | 1955. |
| Јангџу            | Кина                 | партнерство   | 2004. |
| Сен Жил ле Брисел | Белгија              | партнерство   | 1956. |
| Земун             | Србија               | партнерство   | 1956. |
| Медлинг           | Аустрија             | партнерство   | 1956. |
| Орел              | Русија               | партнерство   | 1988. |
| Ривас             | Никарагва            | партнерство   | 1986. |
| Еш сур Алзет      | Луксембург           | партнерство   | 1956. |
| Кавагое           | Јапан                | партнерство   | 1983. |
| Нахарија          | Израел               | пријатељство  | 1978. |
| Велетри           | Италија              | партнерство   | 1957. |
| Извор             |                      |               |       |